# Königsdrongo
Der Königsdrongo (Dicrurus macrocercus) ist eine Vogelart aus der Familie der Drongos.
Die Art wurde früher oft als konspezifisch mit dem Trauerdrongo (Dicrurus adsimilis) angesehen.

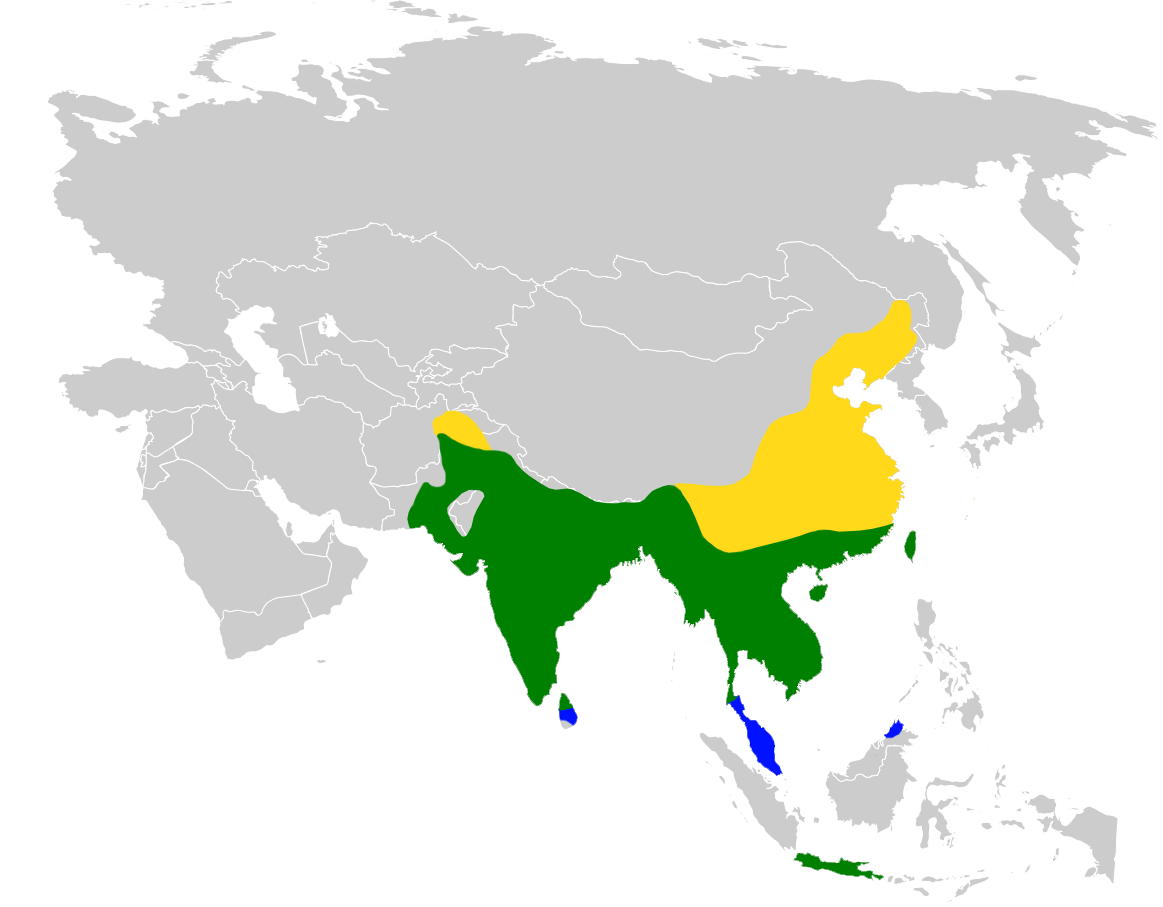
Verbreitungsgebiet des Königsdrongos

Der Vogel kommt in Südasien von Iran über Indien und Sri Lanka bis Südchina und Indonesien vor.
Das Verbreitungsgebiet umfasst offene Lebensräume, Ackerflächen mit einzelnen Bäumen, auch Dörfer und Vororte bis 1500 m Höhe.

## Beschreibung
Der Königsdrongo ist im Durchschnitt 28 (Männchen) bzw. 27 cm groß (Weibchen), er ist glänzend schwarz mit langem tief gegabeltem Schwanz, der während der Mauser verloren gehen kann. Die Geschlechter unterscheiden sich nicht.
Die Unterseite ist glänzend blauschwarz, der Schnabel grauschwarz mit deutlichen Schnabelborsten, die Iris ist im Gegensatz zum Graudrongo dunkelbraun. Charakteristisch ist der kleine weiße Fleck unterhalb des Auges.
Jungvögel haben eine schwarze Unterseite mit kräftigen hellen Säumen, können mit dem Graubrustdrongo verwechselt werden.

## Stimme
Der Ruf des Männchens wird als kräftig und barsch beschrieben, zum Beginn der Brutsaison ziemlich laut, dem Ruf des Schikrasperbers ähnlich.

## Geografische Variation
Es werden folgende Unterarten anerkannt:
- "D. m. albirictus" (Hodgson, 1836) – Himalaya von Afghanistan und Pakistan bis Myanmar und Südchina, Indien (südlich bis Gujarat, Madhya Pradesh und Westbengalen); Wintergast in Südindien, Myanmar und Nordthailand
- "D. m. macrocercus" Vieillot 1817, Nominatform – Südosten Pakistans und Indische Halbinsel südlich von Gujarat, Madhya Pradesh und Westbengalen
- "D. m. minor" Blyth, 1850 – Sri Lanka einschließlich Mannar
- "D. m. cathoecus" Swinhoe, 1871 – China (östlich von Qinghai, südlich von Jilin einschließlich Hainan), Myanmar, Nordthailand und Nordindochina; Wintergast in Myanmar, Malaiische Halbinsel und Südindochina
- "D. m. thai" Kloss, 1921 – Süden von Myanmar (Tenasserim), Thailand, wohl auch Kambodscha und Südindochina
- "D. m. harterti" E. C. S. Baker, 1918 – Taiwan
- "D. m. javanus " Kloss, 1921 – Java und Bali

## Lebensweise
Die Nahrung hauptsächlich besteht aus Insekten, oft Ackerschädlinge einschließlich Wanderheuschrecken, Grashüpfer und Grillen, Heuschrecken und Käfer, aber auch Nektar und gelegentlich kleine Vögel.
Die Brutzeit liegt zwischen März und Juni in Pakistan, März und August in Indien. Das Nest wird drongotypisch auf einem äußersten Astende angelegt in 4–10 m Höhe gerne in großen freistehenden Bäumen. Es werden 3–5 weißliche Eier mit bräunlich roten Punkten gelegt, die Aufzucht wird von beiden Geschlechtern geleistet.
Vögel aus dem Norden überwintern im Süden, die anderen sind Standvögel.
Der Königsdrongo ist häufig auf Telefonleitungen oder in der Nähe von Weidetieren anzutreffen. Er jagt von Ansitzen aus, die Beute wird mit den Krallen transportiert und zerrupft, reitet auf dem Rücken von Kühen, wird durch Busch- oder Waldbrände angelockt.

## Gefährdungssituation
Der Bestand gilt als nicht gefährdet (Least Concern).